# Военные перевороты в Бангладеш
Военные перевороты в Бангладеш — ряд вооруженных смен власти в Бангладеш с момента обретения независимости в 1971 году до наших дней. В ходе двух из них были убиты главы государства.

## Перевороты 1975 года

### 15 августа
Переворот 15 августа 1975 года был организован младшими офицерами армии Бангладеш во главе с майором Сайедом Фаруком Рахманом и майором Рашидом. Переворот привел к убийству президента страны Муджибура Рахмана, лидера Народной лиги (Авами Лиг), и его семьи и окружения, за исключением дочерей Хасины и Реханы, которые находились в Германии.

### 3 ноября
Правительство, сформированное майором Фаруком, майором Рашидом и Хундакаром Муштаком Ахмедом, было свергнуто в результате государственного переворота. Переворот был организован бригадным генералом Халедом Мошаррафом, который многими воспринимался как сторонник убитого Муджибура Рахмана. Мошарраф отправил под домашний арест генерал-майора Зиаура Рахмана, начальника штаба армии, поддержавшего августовский путч. Как считается, Мошарраф пощадил Рахмана ввиду личной дружбы.

### 7 ноября
Под руководством отставного подполковника Абу Тахера солдаты армии Бангладеш свергли 3-дневное правительство Мошаррафа и освободили генерал-майора Зиаура Рахмана из-под домашнего ареста. Они убили Халеда Мошаррафа и его сподвижников. Стремительности переворота способствовали слухи о связях Мошаррафа с индийской разведкой (в прессе переворот 3 ноября получил наименование «Индийский переворот»).
Бывший глава армии генерал-майор Шафиулла утверждал, что многие члены Национал-социалистической партии Бангладеш проникли в армию в начале 1975 года. 6-7 ноября 1975 года они распространяли листовки и агитировали солдат против офицеров.
Тахер вернул Зиаура Рахмана из-под ареста, однако вскоре Рахман организовал закрытый судебный процесс над Тахером, в результате которого последний был казнен за участие в перевороте, а Рахман стал президентом страны. Этот судебный процесс был описан журналистом Лоуренсом Лифшульцем как «опереточный», после чего журналист был выслан из страны, а вскоре написал книгу «Бангладеш: незаконченная революция».

## Перевороты между 1977—1980 годами
Зиаур Рахман пережил 21 попытку государственного переворота за пять лет пребывания во главе страны, пока не был убит в ходе переворота 1981 года. Большинство из этих переворотов были организованы участниками борьбы за независимость Бангладеш 1971 года, которые обвиняли Рахмана в связях с анти-освободительными происламскими элементами. 30 сентября 1977 года взбунтовался 22-й Восточно-Бенгальский полк, но бунт был подавлен.
2 октября 1977 года состоялась попытка очередного переворота во главе с офицерами ВВС Бангладеш. Шесть офицеров ВВС погибли в ходе бунта, при этом причины его начала остались невыясненными. Свидетели говорили, что 2 октября пять членов японской «Красной армии» пытались угнать самолет японских авиалиний DC-8 с 156 пассажирами на борту. Попытка провалилась, но сразу после этого начался бунт офицеров ВВС. По разным оценкам около 2500 военнослужащих предстали перед военно-полевыми судами за участие в перевороте. Официально 1183 солдата были осуждены. 561 из них были лётчиками ВВС Бангладеш, остальные солдатами армии.

## Переворот 1981 года

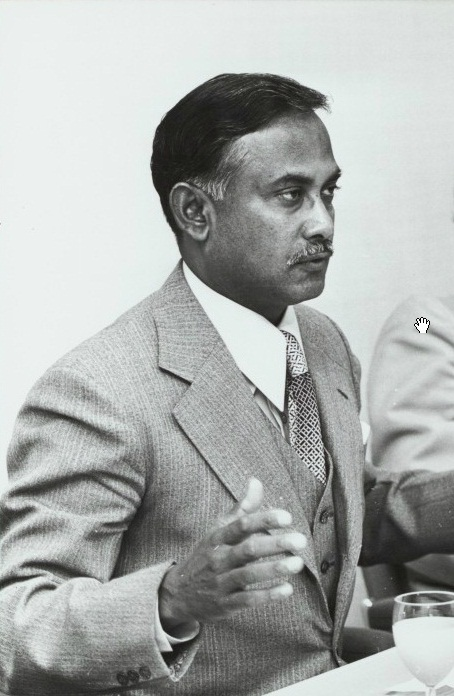
Зиаур Рахман

В течение срока своих полномочий Зиаур Рахман подвергался критике за безжалостность в подавлении политической оппозиции. Сторонники Авами Лиг и ветераны Мукти-бахини критиковали его действия. В то же время он продолжал пользоваться общей популярностью и доверием общественности. Не желая допустить беспорядков, Рахман отправился в Читтагонг 29 мая 1981 года, чтобы помочь устранить политический спор в местном отделении Авами Лиг. На ночь президент и его окружение остановились в доме отдыха «Chittagong Circuit House». Рано утром 30 мая он был убит группой офицеров, также погибли шесть его телохранителей и два помощника.
Убийство З. Рахмана было частью неудачного военного переворота во главе с генерал-майором Абулем Мансуром, который объявил об убийстве президента и захвате власти по радио. Мансур ранее был переведен в Читтагонг из столицы Дакки и, как сообщалось, затаил за это понижение злобу на Рахмана.
После убийства Рахмана 30 мая 1981 года тогдашний начальник штаба армии генерал-лейтенант Хусейн Мухаммад Эршад остался верен правительству. Он приказал армии подавить попытку переворота во главе с Мансуром. Мансур сдался и был доставлен в военный городок, где двенадцать часов спустя был расстрелян.
Рахмана похоронили Парке Лунного света в Дакке. На похоронах собралась большая толпа народа. Вице-президент Абдус Саттар сменил Рахмана на посту действующего президента.

## Переворот 1982 года

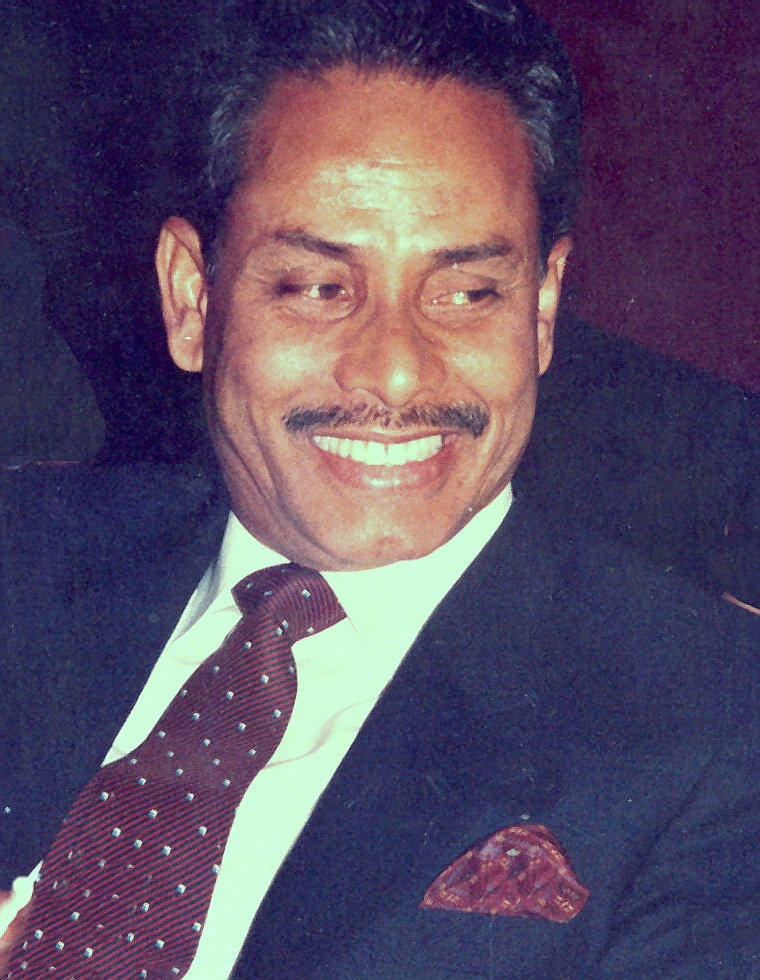
Президент Эршад

Генерал-лейтенант Хусейн Мухаммад Эршад сохранял лояльность новому президенту Абдусу Саттару, который привел Националистическую партию Бангладеш (НПБ) к победе на выборах в 1982 году. Эршад подарил два дома вдове Зиаура Рахмана Халеде Зия и ее двум сыновьям. В 2010 году правительство Народной лиги национализировала эти дома, передав их в распоряжение армии Бангладеш.
Правительство НПБ оказалось малоэффективным, и стала нарастать конфронтация с высокопоставленными армейскими командирами, которые желали взять власть в свои руки. 24 марта 1982 года Эршад захватил власть в результате бескровного переворота и провозгласил себя главой Администрации военного положения, президент Саттар был смещен. 11 декабря 1983 года Эршад занял пост президента, сменив Ахсануддина Чоудхури..
Для улучшения сельской администрации Эршад ввел систему подокругов и провел «первые демократические выборы в сельские собрания» в 1985 году. На выборах, проведенных в 1986 году, Эршад был выдвинут в президенты партией Джатья, которую он сам и основал. НПБ во главе с Халедой Зия бойкотировала выборы, но Авами Лиг во главе с Шейх Хасиной приняла участие во всеобщих выборах 1986 год. Джатья во главе с Эршадом выиграла выборы, получив большинство в Национальной ассамблее Бангладеш.
Режим Эршада пал в декабре 1990 года, однако он еще трижды избирался членом парламента, а его партия Джатья до сих пор является второй по величине партией в коалиционном правительстве Бангладеш.

## Попытка переворота 1996 года
Генерал-лейтенант Насим осуществил неудачную попытку военного переворота в 1996 году. 19 мая 1996 года Абдур Рахман Бисвас, президент Бангладеш во главе временного правительства, приказал генерал-лейтенанту Насиму разжаловать двух старших офицеров. Президент считал, что они были вовлечены в политическую деятельность и связаны с оппозиционными партиями. Генерал Насим отказался выполнить приказ. На следующий день Бисвас уволил его с должности и послал солдат взять под контроль радио- и телевизионные станции. В полдень в тот же день Насим приказал солдат из Богры, округа Джессор и Маймансингха выступить маршем к Дакке.
9-я пехотная дивизия генерал-майора Имамуззамана, расположенная ближе всего к Дакке, осталась верна президенту. Имамуззаман направил катера и паромы по реке Джамуне в порт Арича, так что части из Богры и Джессора не могли пересечь реку, а также отправил танковый взвод для блокады шоссе Дакка—Маймансингх.
В то же время генерал-майор Мохаммад Анвар Хоссейн, командующий 33-й стрелковой дивизии, расположился в Комилле, и объявил о своей верности президенту. Он направил 101-ю пехотную бригаду, чтобы защищать Бангабхабан — президентский дворец. 33-я дивизия и танковая рота были развернуты на шоссе Дакка-Читтагонг, чтобы заблокировать ненадежную 24-ю стрелковую дивизию, расквартированную в Читтагонге.
Правительственные радиостанции передали призывы к мятежным солдатам вернуться в свои части. Через несколько часов подразделения из Маймансингха вернулись в свои казармы, а части из Читтагонга отказались двигаться в сторону Дакки. В ту же ночь генерал Насим дал интервью BBC, где заявил, что является полноправным командующим армией и может двинуть свои войска в любом направлении. Однако уже через несколько часов Насим был арестован командиром 14-й инженерной бригады и помещен под домашний арест в Центральной библиотеке Дакки. Позже правительство Авами Лиг, пришедшее к власти в 1996 году, прекратило преследование в отношении него, и Насим стал частным лицом.

## Переворот 2007 года
11 января 2007 года генерал-лейтенант Моэн Ахмед с помощью военного секретаря президента генерал-майора Аминула Карима организовал военный переворот. Аминул Карим сумел объединить диссидентские и повстанческие движения в поддержку переворота. Командир 9-й дивизии генерал-майор Масуд Уддин Чоудхури, бригадный генерал Чоудхури Фазлул Бари и генерал-майор Сайед Хасан Фатеми Руми поддержали переворот. Только советник и министр Мухлесур Рахман Чоудхури был против переворота, но и он был убежден Шейх Хасиной, так же как и Халеда Зия, которой Моэн Ахмед обещал пост премьер-министра. 11 января, когда Фазлул Бари ввел комендантский час и цензуру прессы с согласия генерал-майора Масудуддина Чоудхури. Мухлесуру Чоудхури предложили стать президентом и управлять страной в течение двух лет, а также организовать суд над предполагаемыми коррумпированными политиками, чиновниками, бизнесменами и медиаперсонами, однако Чоудхури отказался от такого предложения.
Позже офицеры предложили Фахруддину Ахмеду возглавить правительство. Было образовано военное временное правительство, выполнявшее обязанности регулярного избранного правительства в течение 2 лет. Через правительство офицеры армии оказывали давление на парламент, а советник президента, Мухлесур Чоудхури, был свергнут за критику армии. Комендант полка президентской гвардии бригадный генерал Абу Сохайль, поддержавший Чоудхури, также был отстранен от должности, а затем переведен в посольство Бангладеш в Китае. Чоудхури встретился с представителями ООН и послом США Патрисией Бутенис. В результате спецпредставитель Генерального секретаря ООН и заместитель секретаря Госдепартамента США Ричард Баучер посетили Бангладеш.
Президент Яджуддин Ахмед все это время управлял страной фактически под дулом пистолета. Мухлесур Чоудхури пытался разрешить политический кризис, проведя парламентские выборы 22 января 2007 года. В 2009 году военные вернули власть в стране гражданскому правительству.

## Попытка переворота 2012 года
В 28 января 2010 года в Центральной тюрьме Дакки были казнены пять офицеров, приговоренных к высшей мере наказания в 1998 году за участие в убийстве Зиаура Рахмана. Представители правительства заявили, что исполнение приговора "остановит дальнейшие попытки осуществления военных переворотов в стране, которая с 1971 года пережила уже около двух десятков путчей. «С этим приговором, — заявил высокопоставленный правительственный юрист Анисул Хака, — поставлена точка в „черной главе“ истории страны».
19 января 2012 года официальный представитель вооруженных сил Бангладеш генерал Мухаммад Масуд Раззак заявил прессе, что группа офицеров планировала силой свергнуть правительство премьер-министра Шейха Хасина и установить диктатуру. «Мы получили информацию о том, что некоторые наши офицеры вовлечены в заговор, сумели его своевременно разоблачить и спасти систему демократического правления», — рассказал генерал.